# Scyllarus subarctus
Scyllarus subarctus är en kräftdjursart som beskrevs av Crosnier 1970. Scyllarus subarctus ingår i släktet Scyllarus och familjen Scyllaridae. IUCN kategoriserar arten globalt som otillräckligt studerad. Inga underarter finns listade i Catalogue of Life.